# Bahnhof Nishi-Gobō
Der Bahnhof Nishi-Gobō (jap. 西御坊駅 Nishi-Gobō-eki) ist ein Bahnhof auf der japanischen Insel Honshū. Er wird von den Bahngesellschaft Kishū Tetsudō betrieben und befindet sich in der Präfektur Wakayama auf dem Gebiet der Stadt Gobō, an der Westseite der Kii-Halbinsel.

## Beschreibung
Nishi-Gobō ist die südliche Endstation der 2,7 km langen Kishū-Bahnlinie, die im Bahnhof Gobō von der Kisei-Hauptlinie abzweigt. Züge verkehren tagsüber alle 60 Minuten, morgens und abends alle 30 Minuten. Dabei besteht im Bahnhof Gobō üblicherweise Anschluss an die Nahverkehrszüge in Richtung Wakayama. An der Straße vor dem Bahnhof hält eine Buslinie der Gesellschaft Kumano Gobō Nankai Bus.
Der Bahnhof steht im Stadtzentrum, knapp ein Kilometer nördlich der Mündung des Hidaka in den Pazifischen Ozean. Die ebenerdige Anlage ist von Norden nach Süden ausgerichtet und besteht aus einem einzigen Gleis. Dieses liegt an einem Seitenbahnsteig, mit dem überwiegend aus Holz errichteten Empfangsgebäude an der Ostseite. Zwar ist Nishi-Gobō der Endbahnhof, dieser ist aber als Durchgangsbahnhof konzipiert. Grund dafür ist, dass die Strecke ursprünglich rund 700 Meter weiter südostwärts zum 1989 stillgelegten Bahnhof Hidakagawa führte. Die Trasse sowie Teile der Gleise und der Bahnsignale sind erhalten geblieben.

## Bilder

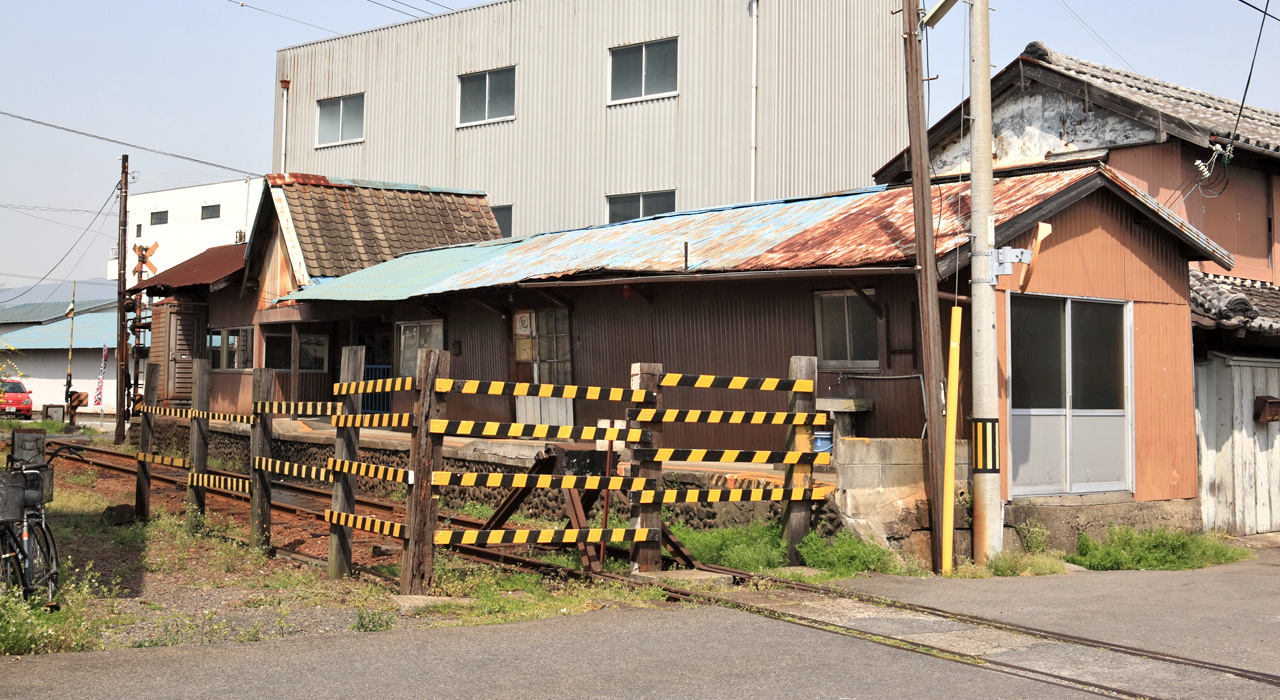
Empfangsgebäude
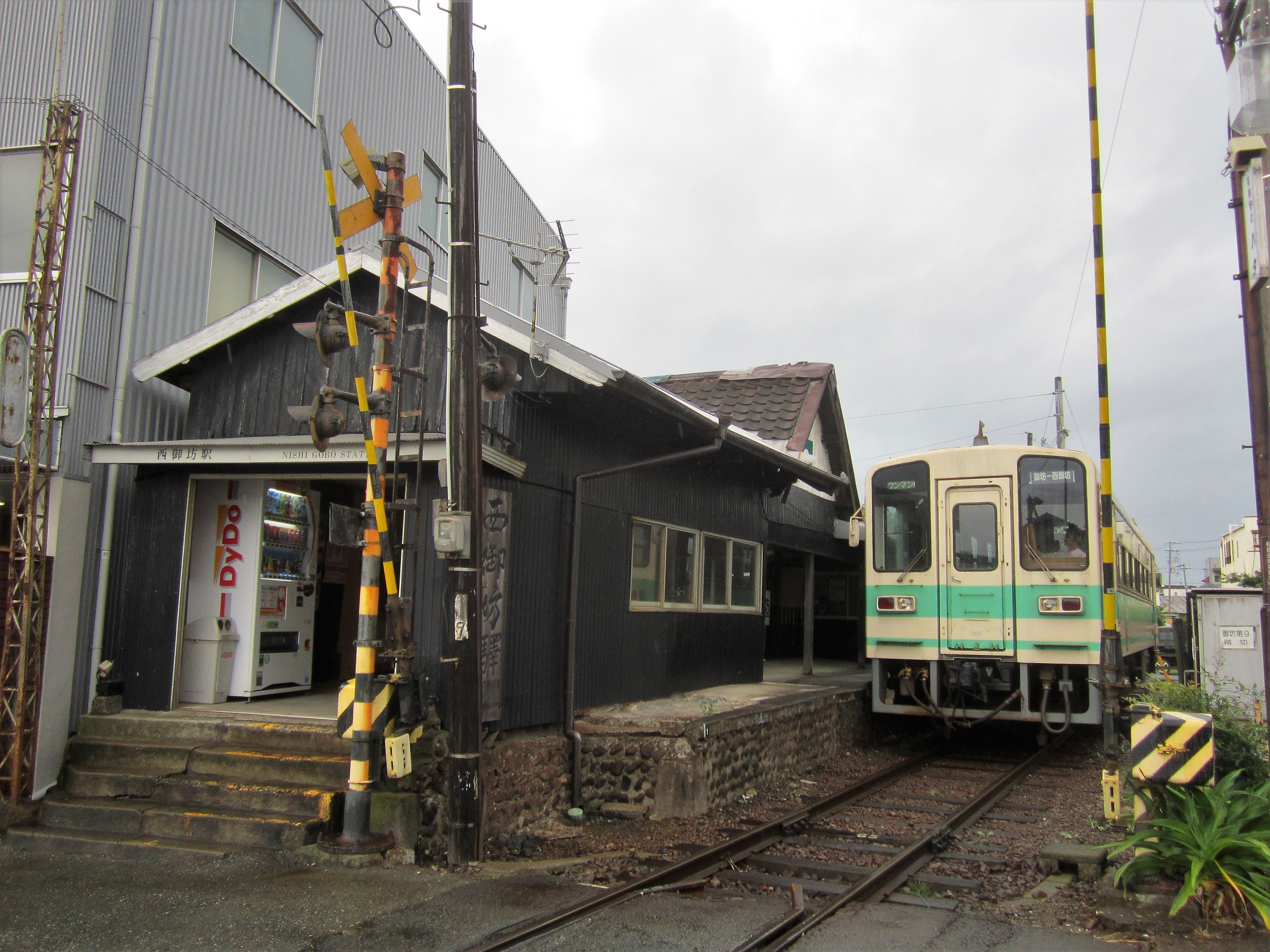
Dieseltriebzug der Baureihe KR200
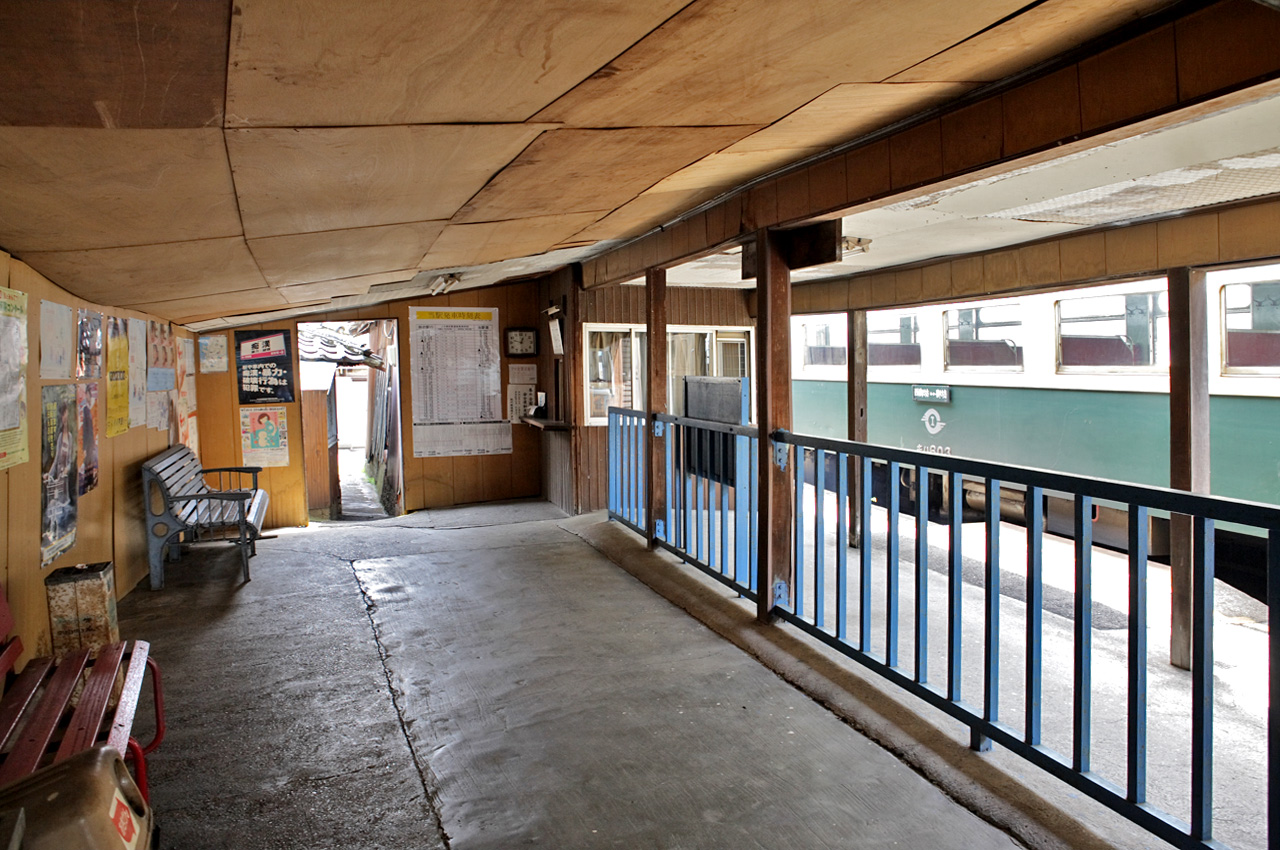
Innenansicht
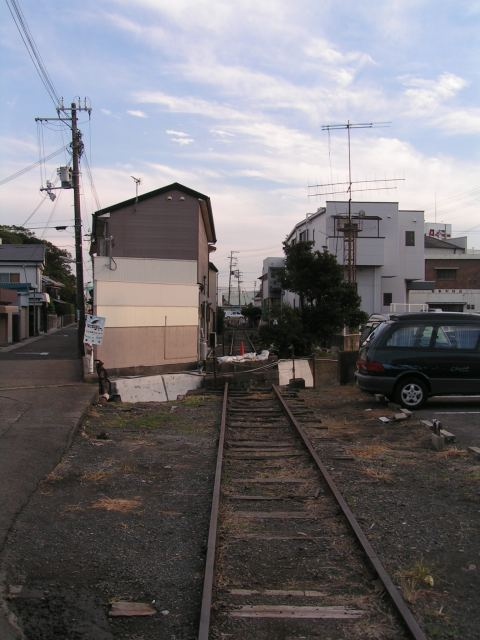
Blick vom Bahnhof den Hidaka-Fluss (Oktober 2005)

## Linien
| Verlauf der Kishū-Bahnlinie                             |
| ------------------------------------------------------- |
| Gobō • Gakumon • Kii-Gobō • Shiyakusho-mae • Nishi-Gobō |

## Geschichte
Die Bahngesellschaft Gobō Rinkō Tetsudō (die heutige Kishū Tetsudō) eröffnete den Bahnhof am 10. April 1932 unter dem Namen Matsubara-guchi, zusammen mit dem von Kii-Gobō bis hierhin führenden Abschnitt der Kishū-Bahnlinie. Nur wenige Tage später erhielt er den Namen Nishi-Gobō. Etwas mehr als zwei Jahre lang war hier die Endstation, bis zur Inbetriebnahme des daran anschließenden Teilstücks nach Hidakagawa am 10. August 1934. Von 1955 bis 1984 zweigte unmittelbar südlich des Bahnhofs ein rund 850 m langes Anschlussgleis ab, das zu einer Fabrik des Textilherstellers Daiwabo führte. Es überquerte den Fluss Nishikawa und endete bei einem großen Güterschuppen auf dem Werksgelände, wo Baumwolle und andere im Hafen von Kōbe entladene Waren in Güterwagen ankamen. Am 1. April 1989 legte die Kishū Tetsudō das schwach genutzte Teilstück zwischen Nishi-Gobō und Hidakagawa still. Seit August 2018 ist der Bahnhof nicht mehr mit Personal besetzt.